# カルラッツォ
カルラッツォ（伊: Carlazzo）は、イタリア共和国ロンバルディア州コモ県にある、人口約3,100人の基礎自治体（コムーネ）。

## 地理

### 位置・広がり
コモ県北西部、ヴァル・メナッジョに位置するコムーネ。県都コモから北北東へ27kmの距離にある。

#### 隣接コムーネ
隣接するコムーネは以下の通り。
- ベーネ・ラーリオ
- コッリド
- クジーノ
- グランドラ・エドゥニーティ
- ポルレッツァ
- サン・バルトロメーオ・ヴァル・カヴァルニャ
- サン・ナッザーロ・ヴァル・カヴァルニャ
- ヴァル・レッツォ

### 地震分類
イタリアの地震リスク階級 (it) では、4 に分類される
。

## 行政

### 山岳部共同体
広域行政組織である山岳部共同体「ヴァッリ・デル・ラーリオ・エ・デル・チェレージオ山岳部共同体」 (it:Comunità montana Valli del Lario e del Ceresio) （事務所所在地: グラヴェドーナ・エドゥニーティ）を構成するコムーネの一つである。

### 分離集落
カルラッツォには、以下の分離集落（フラツィオーネ）がある。
- Gottro, Piano Porlezza, San Pietro Sovera